# Pseudorhynchus selonis
Pseudorhynchus selonis är en insektsart som beskrevs av Bailey, W.J. 1980. Pseudorhynchus selonis ingår i släktet Pseudorhynchus och familjen vårtbitare. Inga underarter finns listade i Catalogue of Life.